# Вулиця Банкова (Луцьк)
Ву́лиця Ба́нкова — вулиця в центральній частині Луцька. Пролягає між вулицею Степана Бандери (до 1 вересня 2008 року — Суворова) та вулицею Нестора Бурчака (до 1 квітня 2009 року — Некрасова). Ділиться майже навпіл малою річкою Сапалаївкою. У першій своїй частині перехрещується з вулицею Євгена Сверстюка (до 17 травня 2016 року — Бойка).

## Походження назви
Історична назва вулиці — Банкова (неподалік розташовувалась будівля Земельного банку).
У радянські часи вулиця отримала назву на честь генерал-майора танкових військ Потапова Михайла Івановича, командувача 5-ю армією Південно-Західного фронту, війська якої захищали 1941 року Волинь у перші місяці німецько-радянської війни.
2019 року Луцька міська рада закликала містян до обговорення питання перейменування вулиць міста. Зокрема, вулицю Потапова пропонували перейменувати на вулицю Героїв Волинської Січі.
У липні 2022 року було прийнято рішення про повернення вулиці Потапова з 1 жовтня 2022 року історичної назви — Банкова.

## Установи
- № 9 — Східноєвропейський національний університет імені Лесі Українки, навчальний корпус № 2[8]
- № 10 — міська дезінфекційна станція[9]
- № 30 — комунальний заклад «Луцький навчально-виховний комплекс № 9 Луцької міської ради»[10]
- котельня державного комунального підприємства «Луцьктепло»